# Ano Internacional da Tabela Periódica
A iniciativa de um ano internacional da tabela periódica é para aumentar a conscientização sobre a química e suas aplicações para o desenvolvimento sustentável.

A Tabela Periódica dos Elementos Químicos é uma das realizações mais significativas da ciência, captando a essência não só da química, mas também da física e da biologia. É uma ferramenta única, permitindo ao cientista prever a aparência e as propriedades da matéria na Terra e no resto do Universo. A Tabela Periódica dos Elementos Químicos é mais do que apenas um guia ou catálogo de todos os átomos conhecidos no universo; é essencialmente uma janela para o universo, ajudando a expandir nossa compreensão do mundo ao nosso redor. O ano de 2019 marca o 150º aniversário de sua criação pelo cientista russo Dmitry Ivanovich Mendeleev.

O Ano foi proclamado pela Assembléia Geral das Nações Unidas e aprovado pela Conferência Geral da UNESCO (  39C / decisão 60   ).